# Џејси Керол
Џејси Дон Керол (енгл. Jaycee Don Carroll; Ларами, Вајоминг, 16. април 1983) бивши је америчко-азербејџански кошаркаш. Играо је на позицији бека.

## Каријера
Керол је студирао на Универзитету Јута стејт (2004—2008). Није изабран на НБА драфту 2008. године.
Свој први професионални ангажман имао је у италијанском Тераму. Ту је провео једну сезону у којој је просечно бележио 15,9 поена по мечу. Након тога следе две сезоне у екипи Гран Канарије где је два пута био најбољи стрелац АЦБ лиге.
У јулу 2011. је потписао уговор са Реал Мадридом. Провео је у Реалу наредних десет година и учествовао је у освајању две Евролиге (2015, 2018) и једног Интерконтиненталног купа (2015). У домаћим такмичењима је пет пута био првак Шпаније, док је по шест пута био освајач националног купа и суперкупа.

## Репрезентација
У априлу 2012. Керол је добио азербејџанско држављанство.
За репрезентацију Азербејџана је наступио на две утакмице током квалификација за Европско првенство 2013.

## Успеси

### Клупски
- Реал Мадрид:
  - Евролига (2): 2014/15, 2017/18.
  - Интерконтинентални куп (1): 2015.
  - Првенство Шпаније (5): 2012/13, 2014/15, 2015/16, 2017/18, 2018/19.
  - Куп Шпаније (6): 2012, 2014, 2015, 2016, 2017, 2020.
  - Суперкуп Шпаније (6): 2012, 2013, 2014, 2018, 2019, 2020.